# Бофа (тайфун)
Тайфун «Бофа» (англ. Typhoon Bopha), також відомий на Філіппінах як Тайфун «Пабло» (англ. Typhoon Pablo) — найсильніший тропічний циклон в історії, який коли-небудь впливав на південний філіппінський острів Мінданао, вийшовши на сушу як супертайфун 5 категорії із швидкістю вітру 175 миль/год (280 км/год). Бофа виник надзвичайно близько до екватора, ставши другим за південністю супертайфуном 5 категорії, досягаючи мінімальної широти 7,4° пн. ш. 3 грудня 2012 р., оскільки лише тайфун Луїза-Мардж 1964 р. наблизився до екватора з такою силою, на 7,3° пн.
Після удару по провінціях Східний Давао та Долину Компостела тайфун перемістився через південні та центральні регіони Мінданао, відключивши електроенергію в двох провінціях і спровокувавши зсуви ґрунту. Понад 170 000 людей втекли до евакуаційних центрів, коли система рухалася до Південнокитайського моря на захід від провінції острова Палаван, зрештою розсіявшись 9 грудня.

## Метеорологічна історія

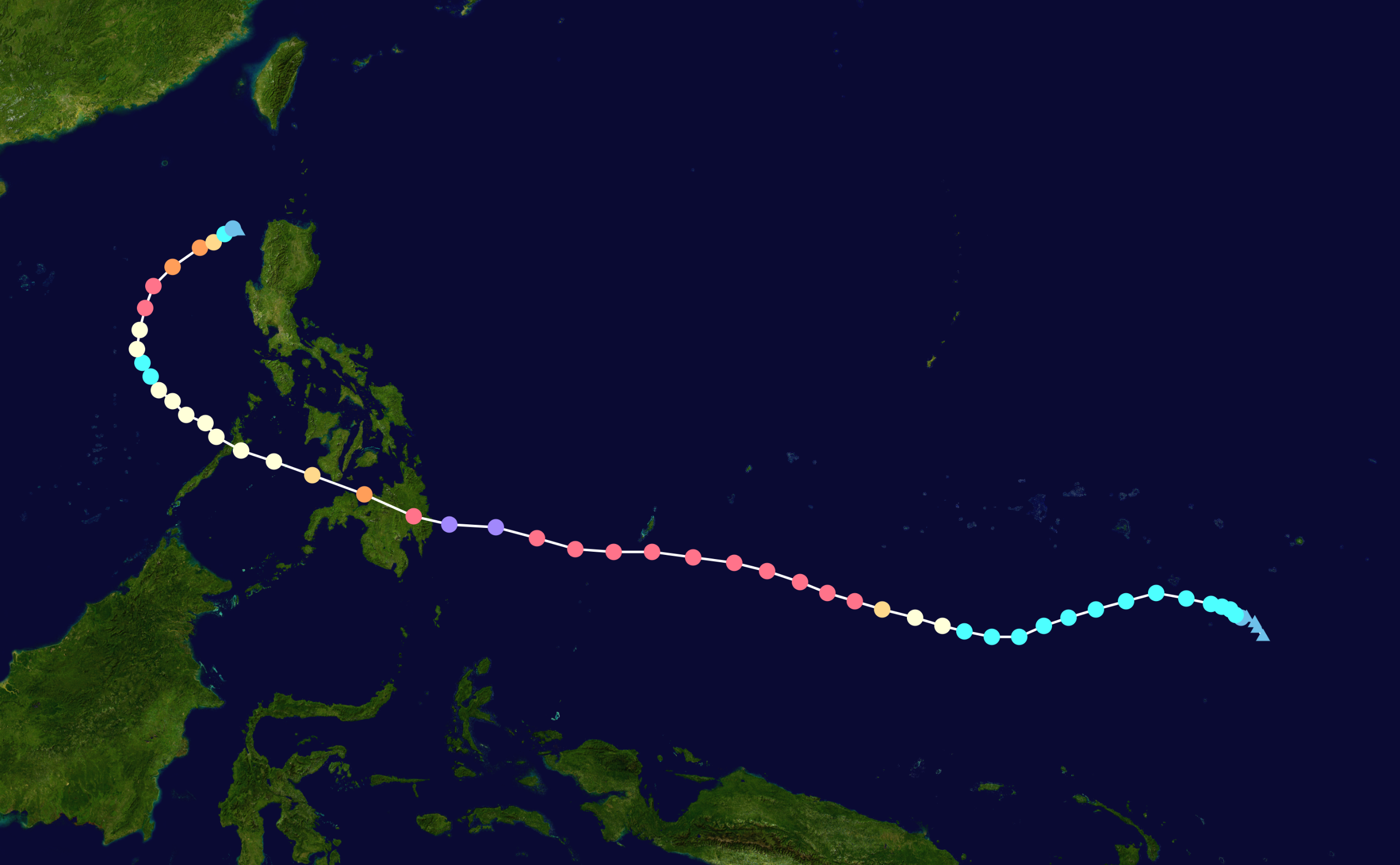
Карта шляху і інтенсивності Тайфуну Бофа

23 листопада 2012 року велика зона конвекції затрималася в 650 км (400 миль) на південь від Понпеї, поблизу екватора на широті 0,6ºN. Система мала погано виражену, витягнуту циркуляцію атмосфери та була розташована в зоні помірного зсуву вітру та обмеженого стоку через субтропічний хребет на півночі. У результаті Об'єднаний центр попередження про тайфуни оцінив низьку ймовірність тропічного циклогенезу. Центр повільно консолідувався з чітко вираженим центром середнього рівня. Пізно ввечері 25 листопада JTWC видав апопередження про утворення тропічного циклону після того, як він організувався далі, зазначивши, що система розвинула центр, який забезпечує відтік. Приблизно в той же час Метеорологічне управління Японії (JMA) класифікувало систему як тропічну депресію, приблизно в 410 км (255 миль) на південний-захід від Понпеї. О 21:00  UTC 25 листопада JTWC також оновив систему до рівня Тропічної депресії 26W.
Розвиваючись, депресія мала глибоку конвекцію, розташовану смугами дощу навколо центру, що дедалі більше консолідувався; однак центр спочатку було важко знайти. З мінімальним зсувом вітру та загальними сприятливими умовами очікувалося, що система поступово посилюватиметься, коли вона рухатиметься на захід, керуючи хребтом на північ. 26 листопада рух майже припинився, оскільки центр організовувався далі. Пізніше того ж дня JMA підвищив рівень депресії до тропічного шторму «Бофа» (1224), а вранці 27 листопада JTWC наслідував цей приклад після сильного сплеску грози над центром. 28 листопада його рух на захід пізніше стає очевидним на південний-захід. Конвекція поступово ставала краще організованою та загорталася в центр, що свідчить про посилення шторму. Однак рано 29 листопада вигляд погіршився, грози обмежилися південною периферією через зменшення відтоку на південь. Циркуляція виявилася відкритою, і JTWC зазначив, що Бофа не зміг значно посилитися через низьку широту силу Коріоліса. Увечері 29 листопада конвекція посилилася, чому сприяли тепла вода та слабкий зсув вітру. О 0000 UTC 30 листопада JMA підвищив клас циклону до сильного тропічного шторму. Кілька годин потому JTWC кваліфікував шторм до тайфуну, а JMA наслідувала його приклад о 18:00 UTC того дня. У той час Бофа була розташована приблизно за 980 км (610 миль) на схід-південний схід від Палау.

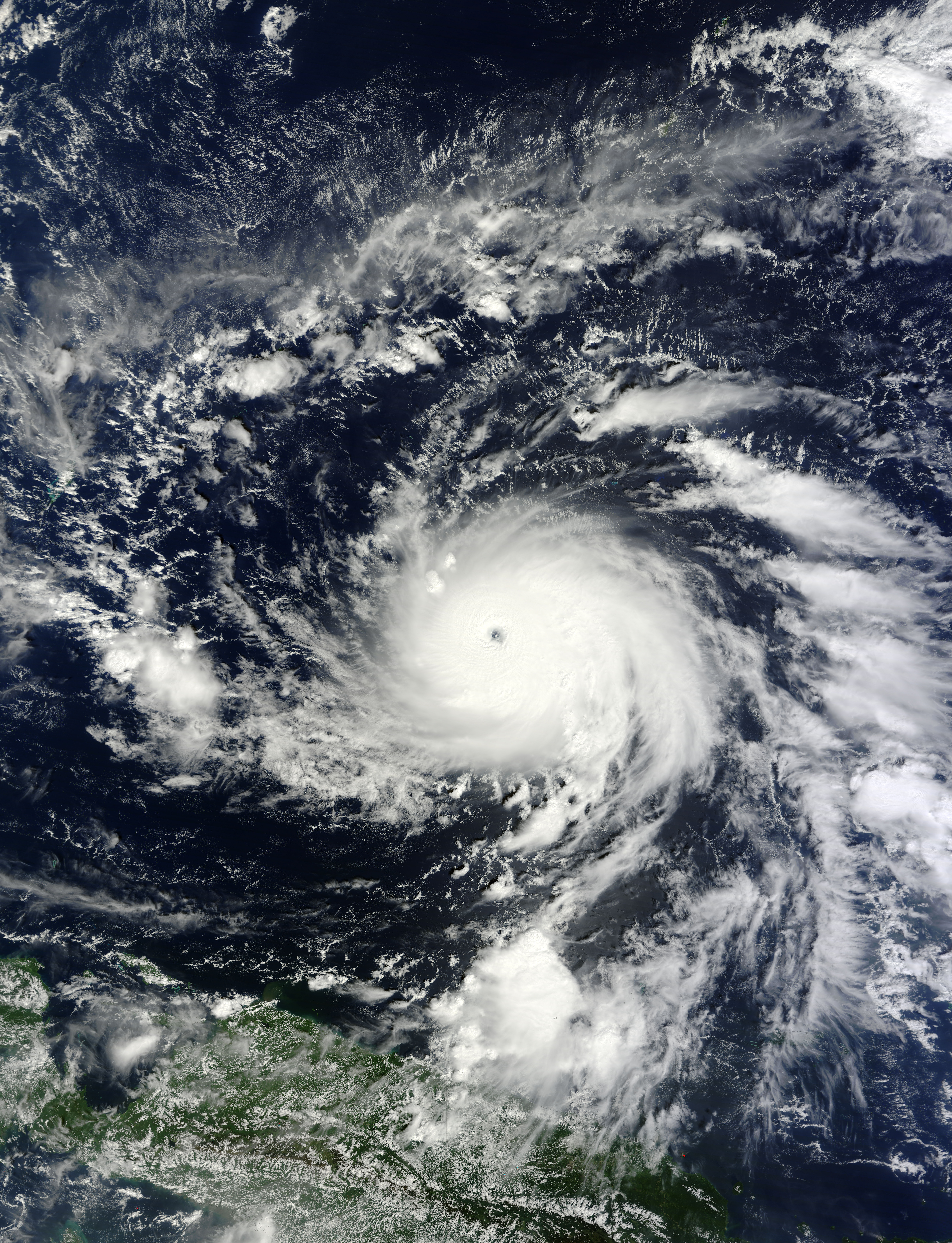
Бофа 1 грудня, за день до його до піку інтенсивності

Оскільки система продовжувала посилюватися, організовані смуги гроз почали швидко розвиватися навколо системи, переважно на західній половині шторму. Пізніше вони об’єдналися з циклоном, що призвело до збільшення розміру системи. Кілька гарячих веж також почали підніматися поблизу центру циркуляції низького рівня, причому одна з гарячих веж досягала 17 км (11 миль) в атмосферу. Приблизно в той самий час, 30 листопада, на мікрохвильових зображеннях з’явилася нерівна риса, схожа на око, яка пізніше перетворилася на око до 1 грудня. Ефект стадіону також спостерігався в густа конвекція навколо стінки ока, що включає тонкі смуги хмар від кривої стінки ока назовні від поверхні з висотою. Приблизно в той самий час, коли структура очей системи покращилася, вона почала швидко посилюватись, ставши штормом 4 категорії за 18 годин, перебуваючи менш ніж за п’ять градусів від екватора.

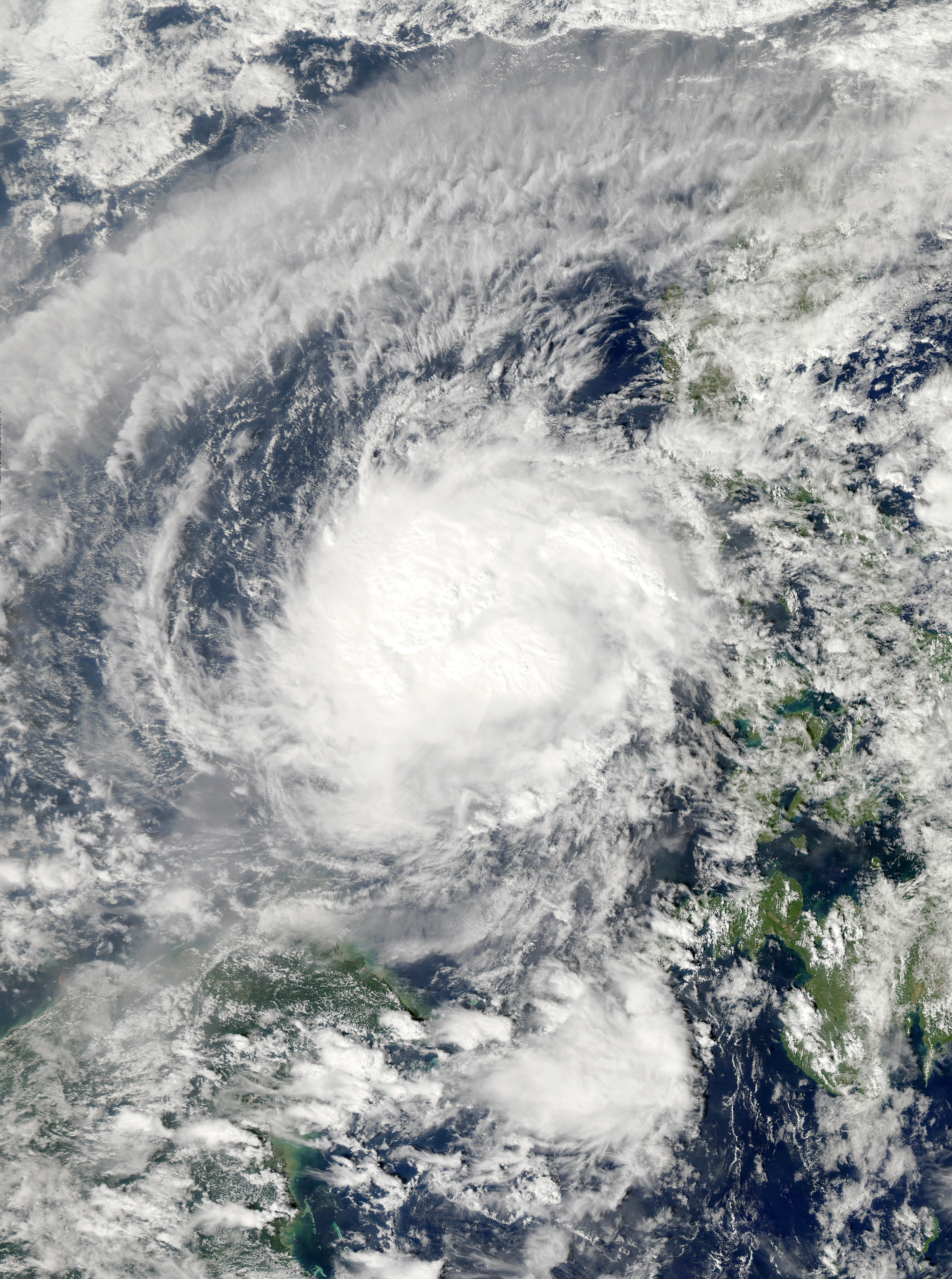
Тайфун Бофа біля Палавану 5 грудня

1 грудня система, як тайфун 4 категорії зберігала чітко окреслене маленьке око, яке згодом розсіялося, але відновилося до 2 грудня. Коли Бофа посилився до супертайфуну 2 грудня, чітко окреслене око зазнало малий цикл заміни очної стінки до кінця 2 грудня, а до 10:00 UTC 2 грудня система розробила подвійну очну стінку, яку можна було побачити лише на мікрохвильових зображеннях. О 12:30 UTC 2 грудня циклон наблизився до Палау, на найближчу відстань 50 км (31 милю). При цьому відтік системи покращився, а конвекція біля ока збільшилась. Вранці 3 грудня через цикл заміни стінки ока система трохи ослабла до тайфуну 3 категорії; однак через кілька годин, коли завершився цикл заміни очної стінки, Бофа знову посилився до 4 категорії, а око знову стало чітким. Пізно ввечері 3 грудня, коли система продовжувала зміцнюватися, система швидко посилилася до супертайфуну 5 категорії, посилившись до неофіційного тиску 918 мбар (гПа) (27,11 дюйма рт. ст.), як зазначено JTWC на піку інтенсивності, коли око почало чітко визначатись на 27 км (17 миль) у поперечнику. Конвекція системи також стала більш компактною та організованою. У той час антициклон, розташований на північний-схід від Бофа, продовжував забезпечувати достатній радіальний потік і низький вертикальний зсув вітру над системою, створюючи сприятливі умови, що призводять до його повторної інтенсифікації.
О 21:00 UTC 3 грудня (05:00 4 грудня за місцевим часом ) Бофа вийшов на сушу над Багангою, Східний Давао, як супертайфун 5 категорії, і око розсіялось лише через годину після виходу на сушу. Бофа почав слабшати, а конвекція на східній стороні шторму зменшувалася, коли він рухався через море Сулу. Він обрушився на острів Палаван 5 грудня, а 6 грудня ненадовго ослаб до тропічного шторму. JMA продовжувала стежити за системою як за тайфуном. Вночі конвекція навколо центру шторму ослабла, але 7 грудня стався новий спалах, причому особливість, схожа на око, показана лише на мікрохвильових зображеннях. Через кілька годин система знову посилилася до тайфуну 1 категорії і розвинула 27 км (17 миль) із чітким оком.
Пізно ввечері 7 грудня щільна хмарність у центрі Бофа почала дещо посилюватися, і тайфун швидко посилився з 1 категорії до 4 категорії лише за шість годин. Після реінтесифікації Бофа розвинув чітке око, яке мало глибоку конвекцію поблизу центру шторму. 8 грудня система почала слабшати через посилення помірного зсуву вітру. Пізно ввечері з 8 по 9 грудня Бофа швидко послабшав від тайфуну до тропічного шторму, з його конвекцією, що розсіювалась на північно-східним зсувом вітру, оголюючи центр циркуляції низького рівня. Решта тонкої конвекції в центрі складалася з кількох конвективних гроз, пов’язаних зшарувато-купчасті хмари.

## Підготовка

### Федеративні Штати Мікронезії і Палау

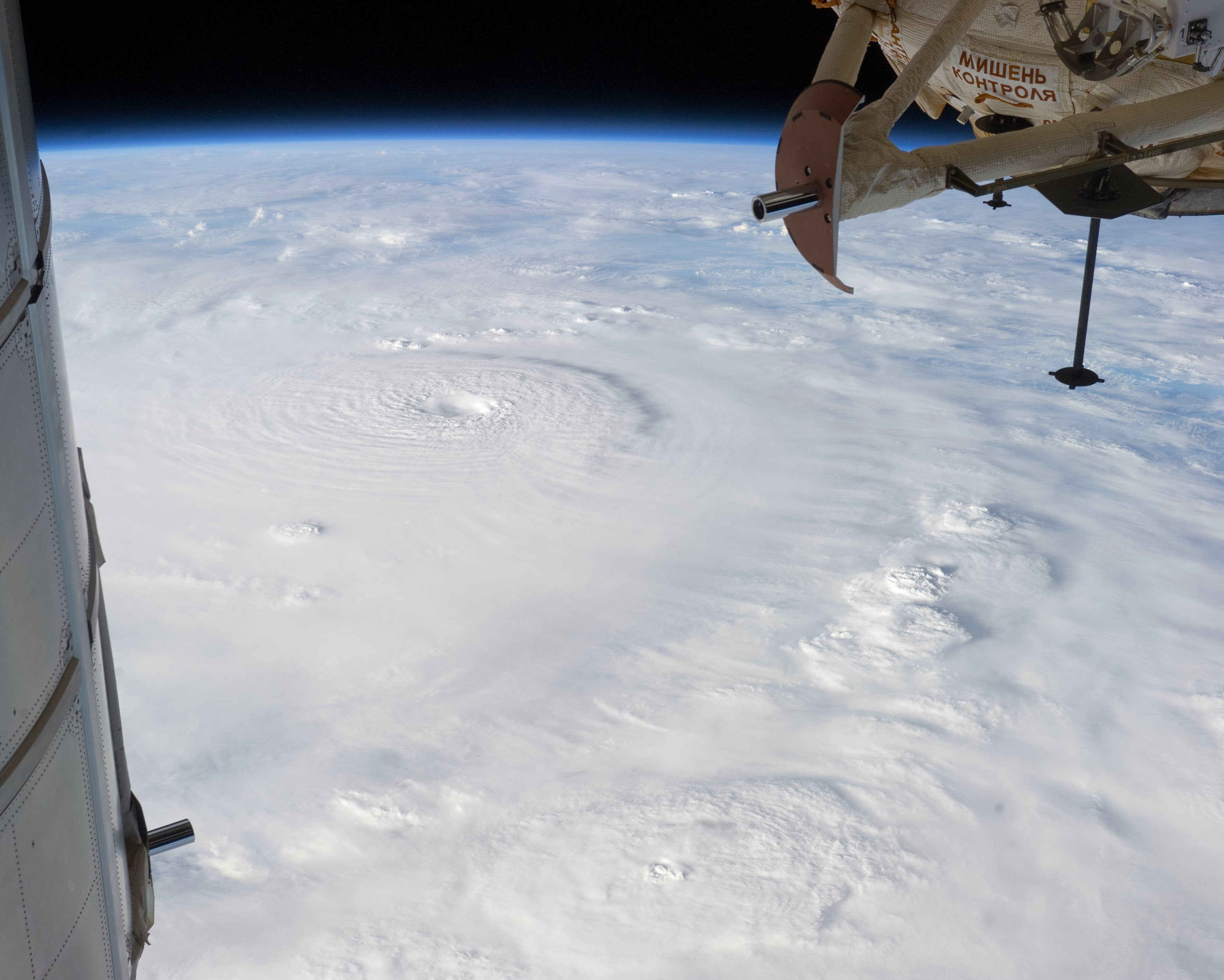
Вид на тайфун Бофа з МКС 2 грудня як супертайфун 4 категорії, що наближається до Палау

Під час формування тайфуну Національна погодна служба (NWS) опублікувала спостереження за тропічним штормом для островів Нукуоро та Лукунор FSM. Пізніше було видано попередження про тропічний шторм 26 листопада, і годинник був розширений, щоб включити Лосап і Чуук. У міру того, як Бофа рухався на захід, офіс також оголосив про тропічні шторми для Полуват і Сатавал, обидва з яких були оновлені до попереджень, а для Волеаі було видано попередження про тайфун.
Національне управління з надзвичайних ситуацій Палау (NEMO) 29 листопада опублікувало оголошення з проханням до населення запастися такими необхідними засобами, як їжа та вода на три дні, портативними радіостанціями з запасними батареями, ліхтариками та аптечками першої допомоги. Громадянам Палау також порадили закріпити незакріплені предмети, які можуть бути підняті сильним вітром, забити дошками вікна, обрізати гілки дерев, які можуть впасти та пошкодити будинки, заправляти транспортні засоби бензином, закріплювати човни та допомагати своїм громадам у підготовці.

### Філіппіни

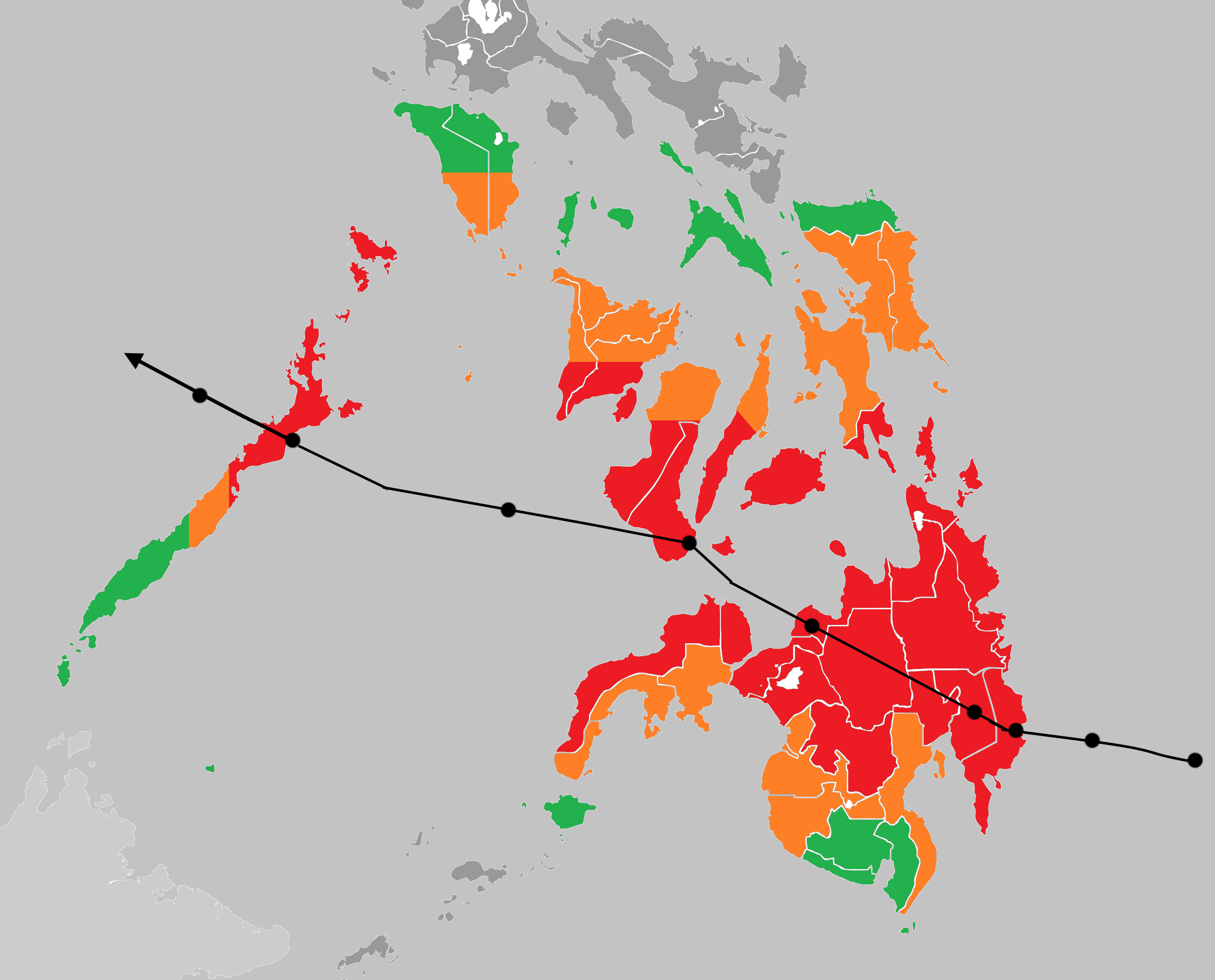
Карта та шлях PSWS під час проходження супертайфуну Бофа (Пабло) на Мінданао та південних Вісаях

Спочатку Національна рада зі зменшення ризиків стихійних лих та управління ними (NDRRMC) порадила жителям Ілігану та Кагаян-де-Оро підготуватися до наслідків шторму, оскільки вони справді не хотіли повторення Тропічного шторму Ваші, який обрушився на людей коли вони спали і, отже, спричинили велику кількість смертей. 2 грудня NDRRMC перевело частини центральних і південно-східних Філіппін у стан підвищеної готовності. Їжа та медикаменти були заздалегідь доставлені, а тисячі людей уздовж східного кордону країни готувалися до евакуації в безпечніше місце для підготовки до тайфуну. Очікується, що Бофа завдасть удару по Мінданао та Вісаям, а також у районах Південного Тагалогу та Манілі, про можливість зсувів було повідомлено в Сурігао, Давао, Долині Компостела, Місамісі, Букіднон, Північне Ланао, Південне Ланао, Замбоанга, Лейте, Себу, Бохоль, Негрос, Панай та Міндоро. «Стежте в курсі бюлетенів PAGASA. Завжди співпрацюйте з місцевою владою як Національним урядомготовий надати будь-яку допомогу тим, хто може постраждати", - сказав Валте. Крім того, органи влади в Біколі були попереджені та готуються до свого плану дій у надзвичайних ситуаціях, оскільки тайфун наближався. 3 грудня близько 2000 осіб сімей, які проживали в Хінатуан, провінції Сурігао-дель-Сур, були евакуйовані. Оскільки школи мали бути перетворені на центри евакуації, Канделаріо Віола, мер Хінатуан, наказав призупинити всі заняття в місті Мар Роксас, Міністр внутрішніх справ і місцевого самоврядування сказав, що Національна рада зі зменшення ризику стихійних лих і управління ними. Системи моніторингу стихійних лих були створені в кількох регіонах на Філіппінах. «Відповідно до розпоряджень президента Акіно щодо забезпечення максимальної нульової кількості жертв від стихійних лих, я наказав нашим регіональним директорам переконатися, що вжито необхідних запобіжних заходів для пом’якшення наслідків тропічного шторму Бофа», — сказав він. «У нас є існуючі протоколи, і це лише питання їх реалізації та інших необхідних підготовчих заходів». — додав Роксас. Поки тривали підготовчі роботи, штормовий сигнал номер 1 було оголошено над Сікіхором, Бохолом, Біліраном, островом Камотес, Себу, південним Лейте, Лейте, східним Самаром, західним Самаром, Сурігао-дель-Норте, островом Сіаргао, островом Дінагат, Агусан-дель-Норте, Агусан-дель-Сур, решта Східного Давао, Даваол-дель-Норте, включаючи острів Самал, долину Компостела, Букіднон, Західний Місаміс, Східний Місаміс, Камігін, Ланао-дель-Норте та Ланао-дель-Сур. Крім того, сигнал номер 2 був піднятий над Сурігао-дель-Сур і північною частиною Східного Давао. Національна поліція, берегова охорона (PCG) і флотперевели свій персонал у режим очікування та свої підрозділи реагування на стихійні лиха, готуючись до удару Bopha. «Ми готові проводити рятувальні операції в затоплених районах. Давайте попередимо операторів невеликих суден, моторних суден і рибальських човнів, щоб вони уникали плавання в південно-східній і східній частині країни, де море хвилюється», — сказав речник PCG командувач Арманд. Баліло. Пробувши в Південно-Китайському морі щонайменше 4 дні, «Пабло» знову загрожував західним частинам Північного Лусона, і до полудня 8 грудня громадський штормовий сигнал № 2 був поданий у 3 провінціях та 11 провінціях. провінції перебували в межах сигналу номер 1. Синоптики сказали, що шторм змінився і повинен вдарити по Філіппінах 9 грудня.

## Наслідки

Анімована інфрачервона супутниковий знімок тайфуну Бофа від піку інтенсивності до виходу на сушу на Філіппінах